# Project Gotham Racing Mobile
Project Gotham Racing Mobile (сокр. PGR Mobile) — видеоигра в жанре аркадных автогонок, изданная компанией Glu Mobile для мобильных телефонов под управлением J2ME, Windows Mobile и Symbian OS в Северной Америке в 2007 году. Является спин-оффом серии Project Gotham Racing.
Игровой процесс Project Gotham Racing Mobile схож с другими частями серии: необходимо участвовать в заездах на лицензированных автомобилях в реальных городах мира, постепенно открывая новые чемпионаты и покупая больше автомобилей на заработанные кредиты. Как и в предшественниках, важную роль играет система очков Kudos, которые начисляются за выполнение различных манёвров. В игре также присутствует онлайн-составляющая, позволяющая сравнивать свои результаты времени прохождения трасс с другими людьми.
Разработчики в ходе создания Project Gotham Racing Mobile старались сохранить большинство особенностей консольных частей франшизы и расширить аудиторию серии. После выхода Project Gotham Racing Mobile получила позитивные отзывы от игровой прессы: обозреватели похвалили разнообразие событий, впечатляющую графику, наличие онлайн-функционала и схожесть с другими частями серии, но критике подвергли небольшие проблемы с дальностью прорисовки и управлением.

## Игровой процесс

Событие типа «Street Race» в Лондоне на Chevrolet Corvette C6, 3D-версия для J2ME. На скриншоте видно начисление очков Kudos за выполнение техники драфтинга

Project Gotham Racing Mobile представляет собой аркадную гоночную игру, которая, в зависимости от версии, выполнена в двухмерной или в трёхмерной графике. На выбор предоставлены лицензированные автомобили, каждый из которых обладает уникальными характеристиками, например, максимальной скоростью и массой. Действия игры происходят в реальных городах (количество городов различается между 2D- и 3D-версиями игры), каждый из которых содержит по три замкнутых гоночных трека. Как и в других частях серии, важной особенностью Project Gotham Racing Mobile является система очков Kudos, которые начисляются за выполнение различных манёвров (например, дрифта или обгона соперников), причём при цепочке успешных манёвров возрастает множитель получаемых очков; в случае столкновения с другими машинами и препятствиями очки теряются, а также даётся пенальти в несколько секунд (в зависимости от тяжести удара).
В игре присутствует два режима — «Solo Career» и «Time Trial». В «Solo Career» реализовано разделение на чемпионаты, в каждом из которых имеется определённое количество событий разных видов: например, в «Street Race» нужно занять в гонке как можно более высокую позицию, а в «Drift» — заработать как можно больше очков путём введения автомобиля в управляемый занос (количество событий различается между 2D- и 3D-версиями игры). Для каждого события доступен один из пяти уровней сложности — новичок, лёгкий, средний, трудный и хардкорный: чем выше уровень сложности, тем выше и требования к успешному прохождению события (например, занятие более высокой позиции в гонке или набор большего количества очков за дрифт), а также более ценную медаль получает игрок в случае успеха — стальную, бронзовую, серебряную, золотую и платиновую соответственно. Кроме того, за успешное прохождение события игрок получает кредиты, количество которых тоже тем выше, чем более высокий выбран уровень сложности: заработанные кредиты тратятся на покупку новых автомобилей. По мере прохождения событий открываются ранее недоступные чемпионаты, а также обои для персонализации телефона. В режиме «Time Trial» игрок может самостоятельно выбрать автомобиль и локацию и установить рекорд времени проезда круга: после проезда сохраняется призрак, которого в 3D-версии игры можно опубликовать в мировой таблице лидеров — имеется возможность состязаться с призраками игроков с лучшими результатами, случайными призраками и призраками игроков из списка друзей.

## Разработка и выход игры
Project Gotham Racing Mobile разрабатывалась как спин-офф серии Project Gotham Racing и была анонсирована 2 мая 2006 года: в тот день стало известно, что Microsoft заключила контракт с Glu Mobile, которая должна была выпустить игру для мобильных телефонов в начале следующего года — в качестве платформы была выбрана J2ME. Проект сохранил в себе основные черты серии, например, систему зарабатывания очков Kudos, дорогие лицензированные автомобили от известных мировых производителей (например, Honda NSX и Chevrolet Corvette C6) и трассы в реальных городах мира (например, в Лондоне и Сан-Франциско). По словам Эдварда Вентуры, руководителя разработки франшизы, Microsoft были рады сотрудничать с Glu Mobile и хотели предоставить игрокам знаменитую франшизу на новой платформе в ближайшем будущем. 28 ноября были опубликованы скриншоты и список автомобилей из игры.
Выход Project Gotham Racing Mobile состоялся 14 февраля 2007 года; изначально игра планировалась к выпуску и в европейском регионе, но в конечном итоге появилась только в североамериканских сетях мобильных операторов связи. Были выпущены как 2D-, так и 3D-версии игры, причём обладатели первой получали код на загрузку предварительных материалов следующей части серии — Project Gotham Racing 4. Днём позже на выставке 3GSM была анонсирована версия Project Gotham Racing Mobile для систем Windows Mobile и Symbian OS, отличающаяся более детализированной графикой, новым типом событий (целью в котором является набрать требуемую скорость перед финишной чертой) и отсутствием таблицы лидеров; помимо прочего, на Windows Mobile игра получила дополнительный автомобиль, а на Symbian — города, присутствовавшие в 2D-версии игры для J2ME (Каир и Шанхай). 28 марта Project Gotham Racing Mobile была продемонстрирована на CTIA 2007. Выход версии для Windows Mobile и Symbian состоялся 24 апреля 2007 года.

## Оценки и мнения
| Иноязычные издания | Иноязычные издания    |
| Издание            | Оценка                |
| ------------------ | --------------------- |
| IGN                | 8,5/10 (3D) 8/10 (2D) |
| Pocket Gamer       | (J2ME) · (Symbian)    |

Ещё 22 января 2007 года редакция IGN поместила Project Gotham Racing Mobile в список самых ожидаемых мобильных игр 2007 года. После выхода Project Gotham Racing Mobile получила положительные отзывы от прессы. Высоких оценок удостоились разнообразие событий, проработанная графика, онлайн-функционал и большая схожесть с консольными частями серии, но в качестве недочётов отмечались небольшие проблемы с дальностью прорисовки трасс и управлением.
Рецензируя оригинальную версию для J2ME, обозреватель Стюарт Дредж (Pocket Gamer) высоко оценил разнообразные события, «великолепную» графику, управление и онлайн-возможности (названные «вишенкой на торте»), отметив, что игра получилась очень схожей с частями серии для консолей Xbox; в качестве недостатка была упомянута не очень высокая дальность прорисовки объектов, но при этом замечено, что она не сильно влияет на игровой процесс. Критик IGN, Леви Бьюкенен, написал два обзора — как на 3D-, так и на 2D-версии игры — отметив лучшие визуальные эффекты в 3D-версии и более точное и «отзывчивое» управление в 2D-версии. Небольшим минусом 3D-версии была названа дальность прорисовки объектов, которая, однако, по словам Бьюкенена, не влияет на игровой процесс. Помимо прочего, рецензент похвалил Project Gotham Racing Mobile за довольно высокую схожесть с частями серии для Xbox 360, разнообразные события и функционал, назвав игру одной из лучших для мобильных устройств («Если у вас есть телефон, на котором можно играть в эту игру, её стоит скачать»).
Версия для Windows Mobile и Symbian также получила положительные отзывы, но была оценена немного ниже. Обозревая версию для Symbian, Дредж, несмотря на похвалы в сторону такого же увлекательного и узнаваемого игрового процесса и наличия новых локаций, покритиковал низкую дальность прорисовки («разработчики были слишком амбициозны, пытаясь заставить телефоны обрабатывать графику, на которую их процессоры не совсем способны») и отсутствие таблицы лидеров; тем не менее, Project Gotham Racing Mobile была названа отличной игрой, которая демонстрирует потенциал телефонов Symbian.